# Ласпінський перевал

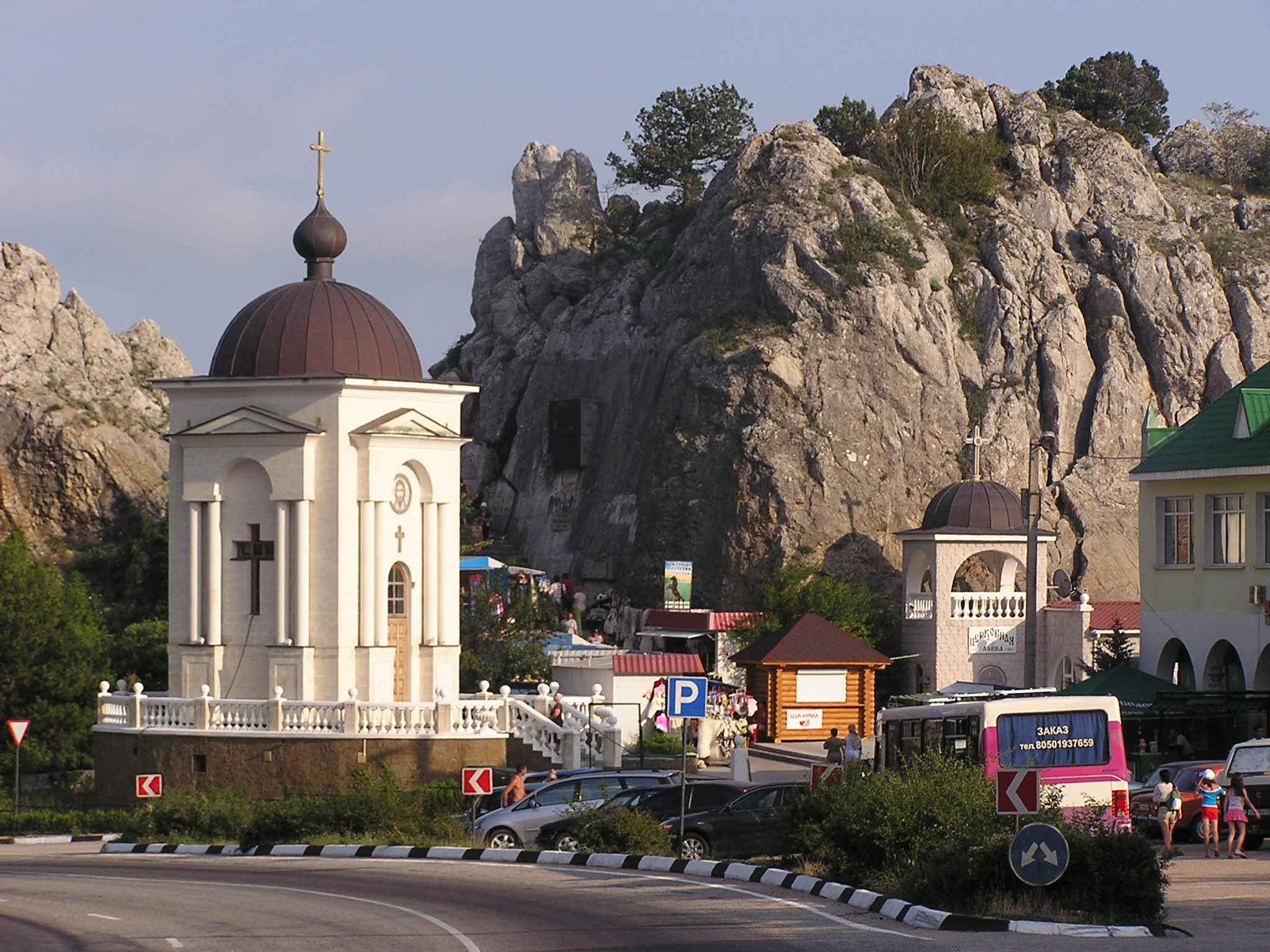
Каплиця на перевалі.

Ла́спінський перева́л (рос. Ласпинский перевал, крим. Laspi boğazı) — перевал в Кримських горах, найвища точка шосе Севастополь — Ялта. 

## Загальний опис
Ласпінський перевал знаходиться за 700 метрів на північ Ласпінської бухти. 
На перевалі знаходиться потужна скеля, яка носить ім'я відомого письменника і талановитого інженера-шляховика Миколи Гаріна-Михайлівського, чиї дослідження і розрахунки використовувалися при будівництві дороги через перевал. На скелі Гаріна-Михайлівського влаштований оглядовий майданчик, з якого відкривається чудовий вид на бухти Батилиман і Ласпі, на мис Айя і мис Ласпі. Ласпінський перевал набув важливого транспортного значення після будівлі нового шосе Севастополь —Ялта у 1960-ті роки. Стара, збудована ще в XIX ст., дорога із Севастополя на Південний берег (мало використовувана в наші дні) проходить через перевал Байдарські ворота.
На честь 2000-річчя Різдва Христового на Ласпінській перевалі в 2003 споруджена каплиця УПЦ (МП), головним архітектором якої був Г. С. Григорьянц.

## Галерея

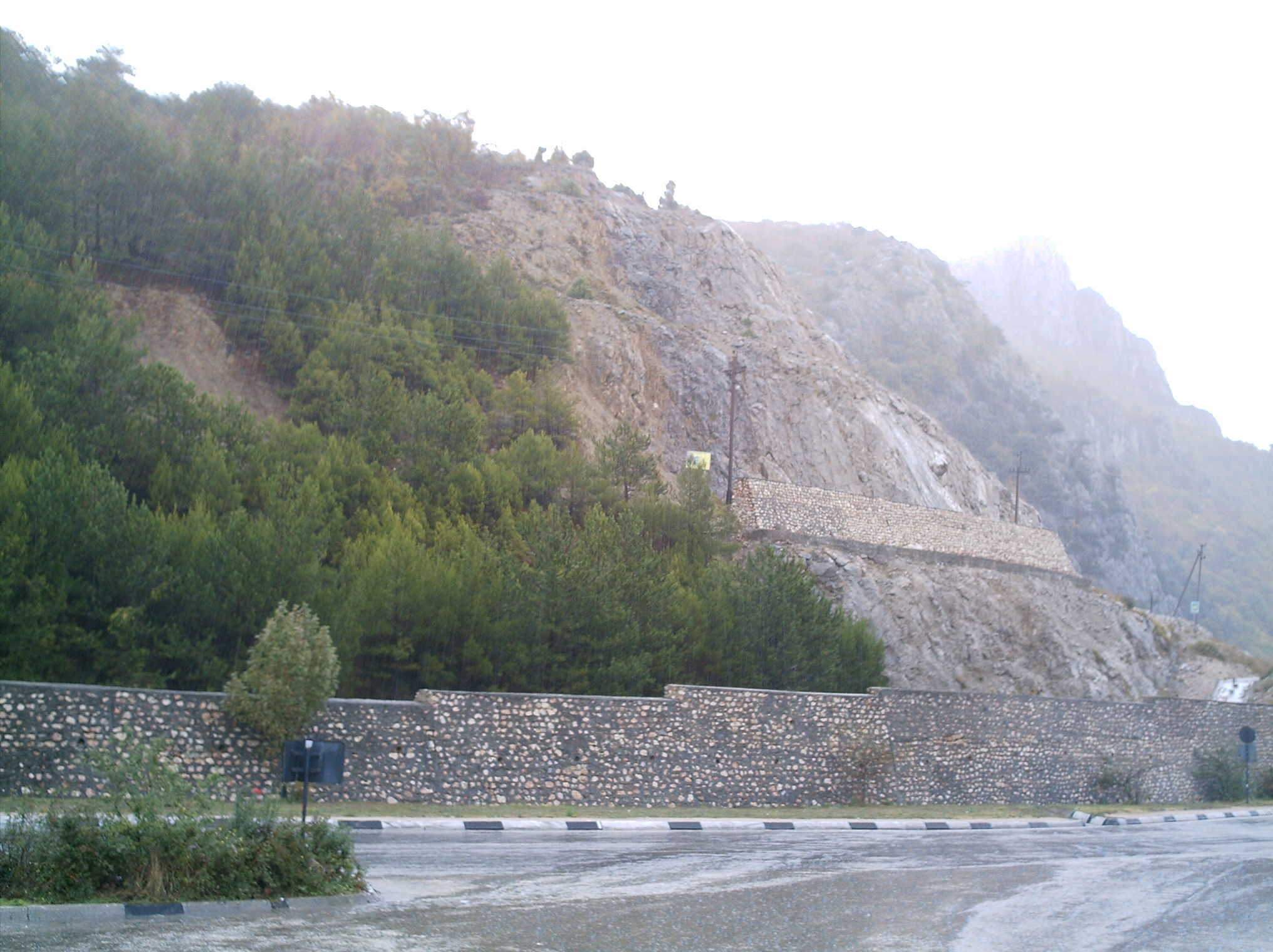
Ласпінський перевал восени
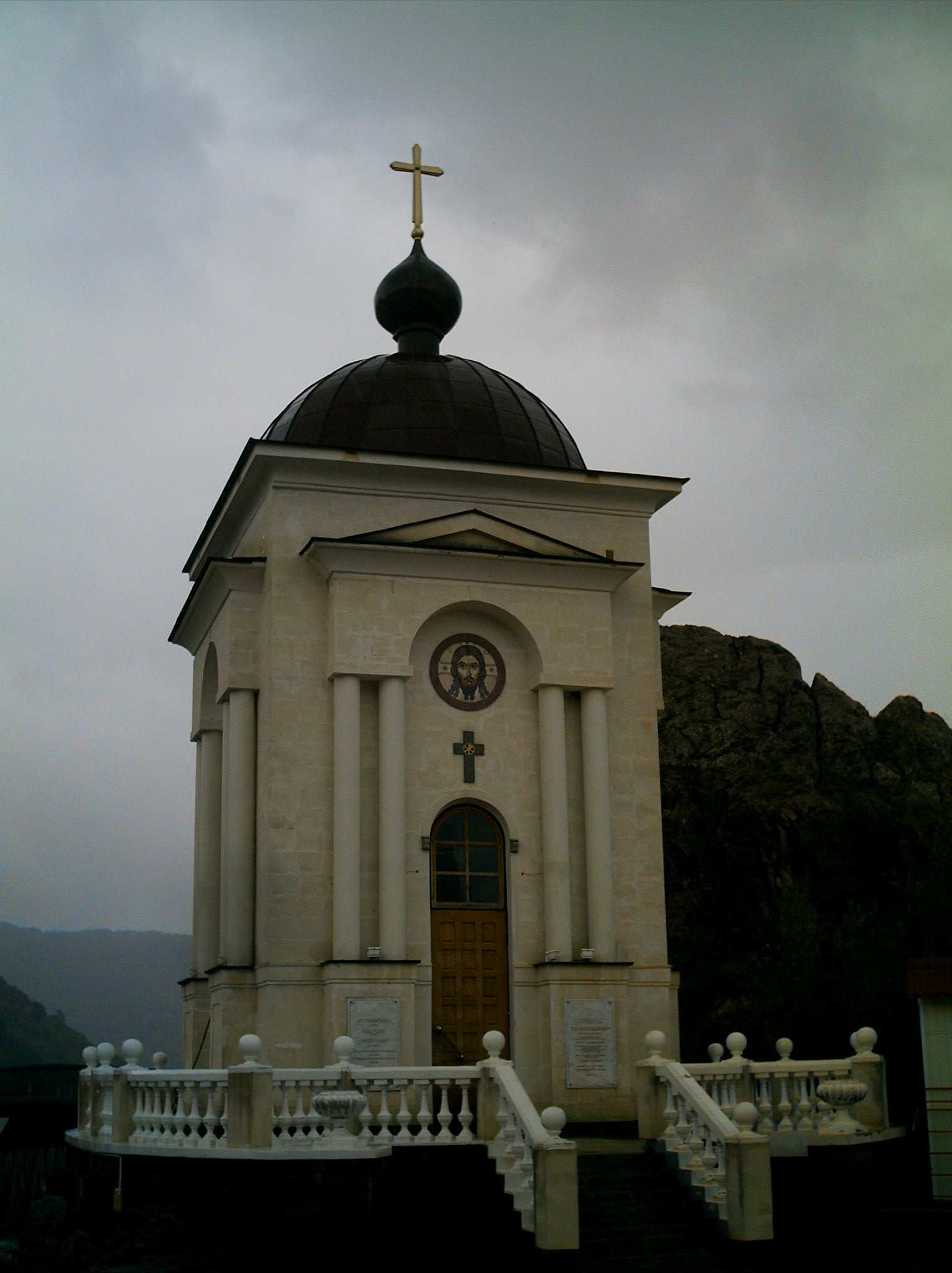
Православна каплиця на честь 2000-річчя Різдва Христова
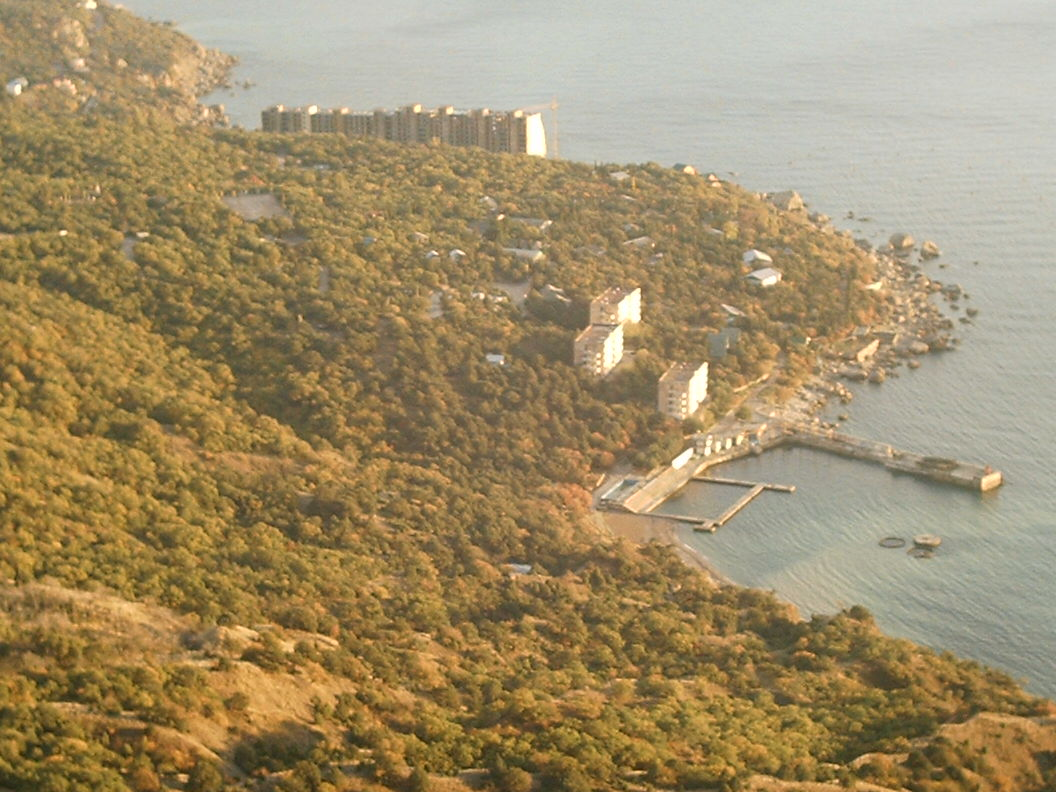
Вид зі скелі Гаріна-Михайлівського на Ласпинску затоку
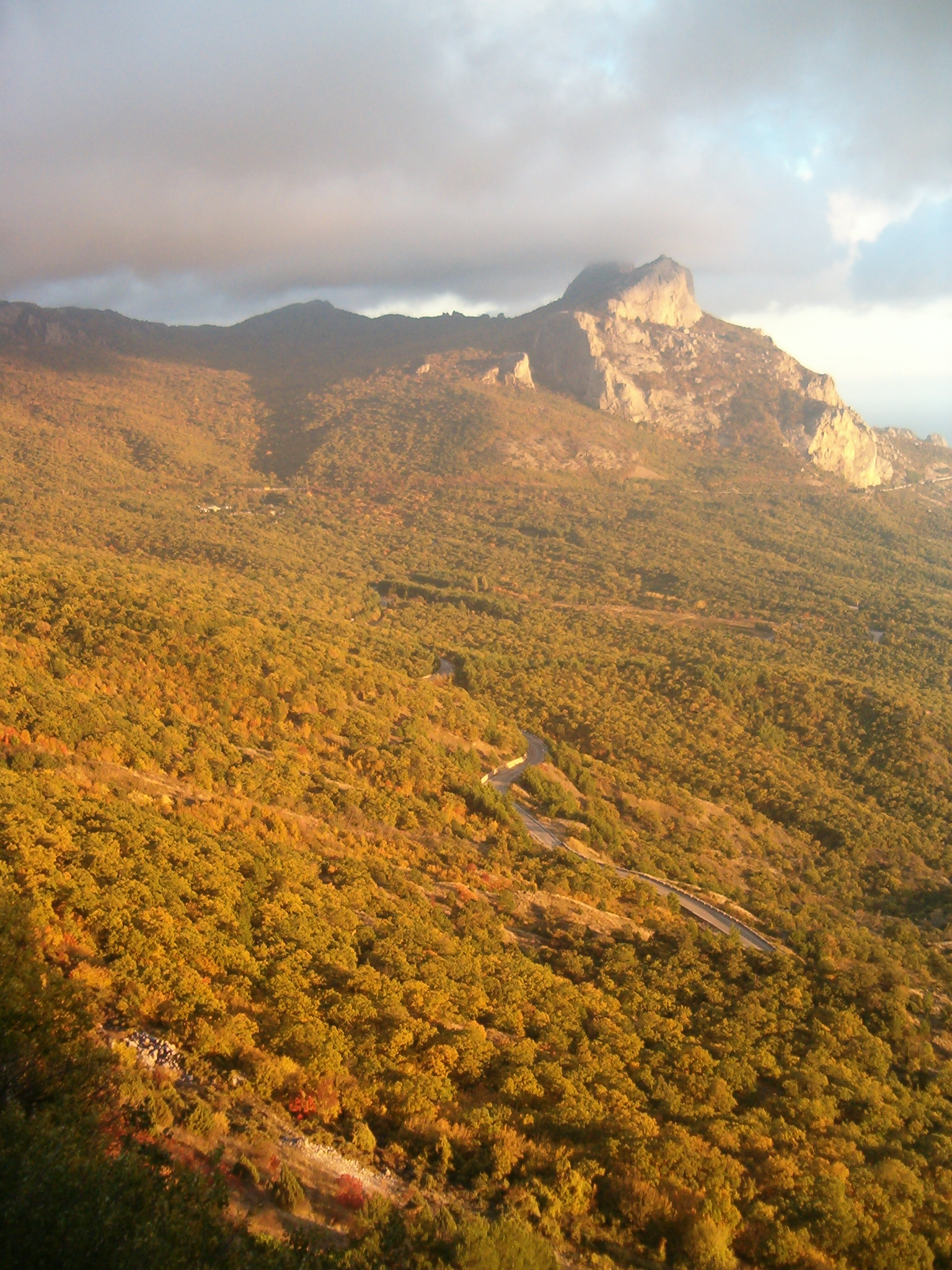
Шосе Севастополь — Ялта